# Джесика Джоунс (сериал)
„Джесика Джоунс“ (на английски: Jessica Jones) е американски сериал, създаден от Мелиса Розенберг.
Базиран е на едноименния персонаж, създаден от Брайън Майкъл Бендис и Майкъл Гейдос за поредицата „Alias“ (2001 – 2004), публикувана от Марвел Комикс. Първият сезон на сериала съдържа 13 епизода и излиза в Netflix на 20 ноември 2015 г. Сериалът е част от Киновселената на Марвел и на 17 януари 2016 г. „Джесика Джоунс“ е подновен за втори сезон от 13 епизода, като премиерата е на 8 март 2018 г.
На 12 април 2018 г. сериалът е подновен за трети сезон. На 18 февруари 2019 г. Netflix спира сериала преди премиерата на третия сезон, като последния сезон се излъчва на 14 юни 2019 година.

## Резюме
В първия сезон, след като кратката и кариера като супергерой приключва с трагедия, Джесика Джоунс започва да гради личния си живот от нулата и започва кариерата си като частен детектив в квартала Адската Кухня. Изпълнен със самоомраза и пост-травматичен стрес, Джесика се бори с демоните си. Тя използва суперсилата си за да помогне на нуждаещите се, особено ако и платят. Когато Килгрейв се завръща, Джесика ще трябва да се изправи пред страховете си.
Във втория сезон, частният детектив Джесика Джоунс, вкарва живота си в ред, след като убива мъчителя си Килгрейв. Сега известна из целия град като суперсилна убийца, нов случай кара Джесика да се конфронтира със същността и миналото и.
В третия сезон, пътя на Джесика се пресича с високо интелигентен психопат. Тя и Триш трябва да възстановят връзката им, за да го победят. Но една ужасна загуба вкарва идеите им за героизма в конфликт, което ще ги накара да се сблъскват и връзката им ще се промени завинаги.

## Главни герои
- Кристен Ритър – Джесика Джоунс
- Майк Колтър – Люк Кейдж
- Рейчъл Тейлър – Триш „Патси“ Уокър
- Уил Травал – Уил Симпсън
- Ерин Мориарти – Хоуп Шлотмън
- Айка Дарвил – Малкълм Дюкейс
- Кери-Ан Мос – Джери Хогърт
- Дейвид Тенант – Кевин Томпсън / Килгрейв
- Джей Ар Рамирез – Оскар Арочо
- Тери Чен – Прайс Ченг
- Лиа Гибсън – Инес Грийн
- Джанет Мактиър – Алиса Джоунс
- Бенджамин Уокър – Ерик Гелдън
- Сарита Чодури – Кит Лион
- Тифани Мак – Зая Оконджо
- Джеръми Боб – Грегъри Силинджър